# Itame guenearia
Itame guenearia là một loài bướm đêm trong họ Geometridae.